# Дмитриев, Иван Николаевич (партийный деятель)
Иван Николаевич Дмитриев (1920—1992) — советский государственный и политический деятель, заведующий отделом строительства ЦК КПСС.

## Биография
С 1940 года занимался инженерно-хозяйственной работе в строительных организациях Горьковской области, с 1945 года руководил общественной и политической работой, с того же года — член ВКП(б). В 1945—1948 годах — студент Горьковского инженерно-строительного института им. В. П. Чкалова. Работал управляющим трестом № 4 «Дзержинский».
В 1964—1968 годах являлся секретарем, в 1968-1969 годах - вторым секретарём Горьковского областного комитета КПСС. В 1969—1985 годах работал заведующим Отделом строительства ЦК КПСС. Являлся членом ЦРК КПСС с 1971 года, кандидатом в членство в ЦК КПСС с 1981 года. В 1985—1987 годах работал заместителем председателя Совета Министров РСФСР.
Избирался депутатом Верховного Совета РСФСР 8—11-го созывов.
С 1987 года на пенсии. В 1988—1991 годах — консультант при правлении Промышленно-строительного банка СССР.
Лауреат Государственных премий СССР (1970, 1979).
Похоронен на Кунцевском кладбище.